# Une Cité industrielle
Pour la voie de Paris, voir Cité Industrielle.

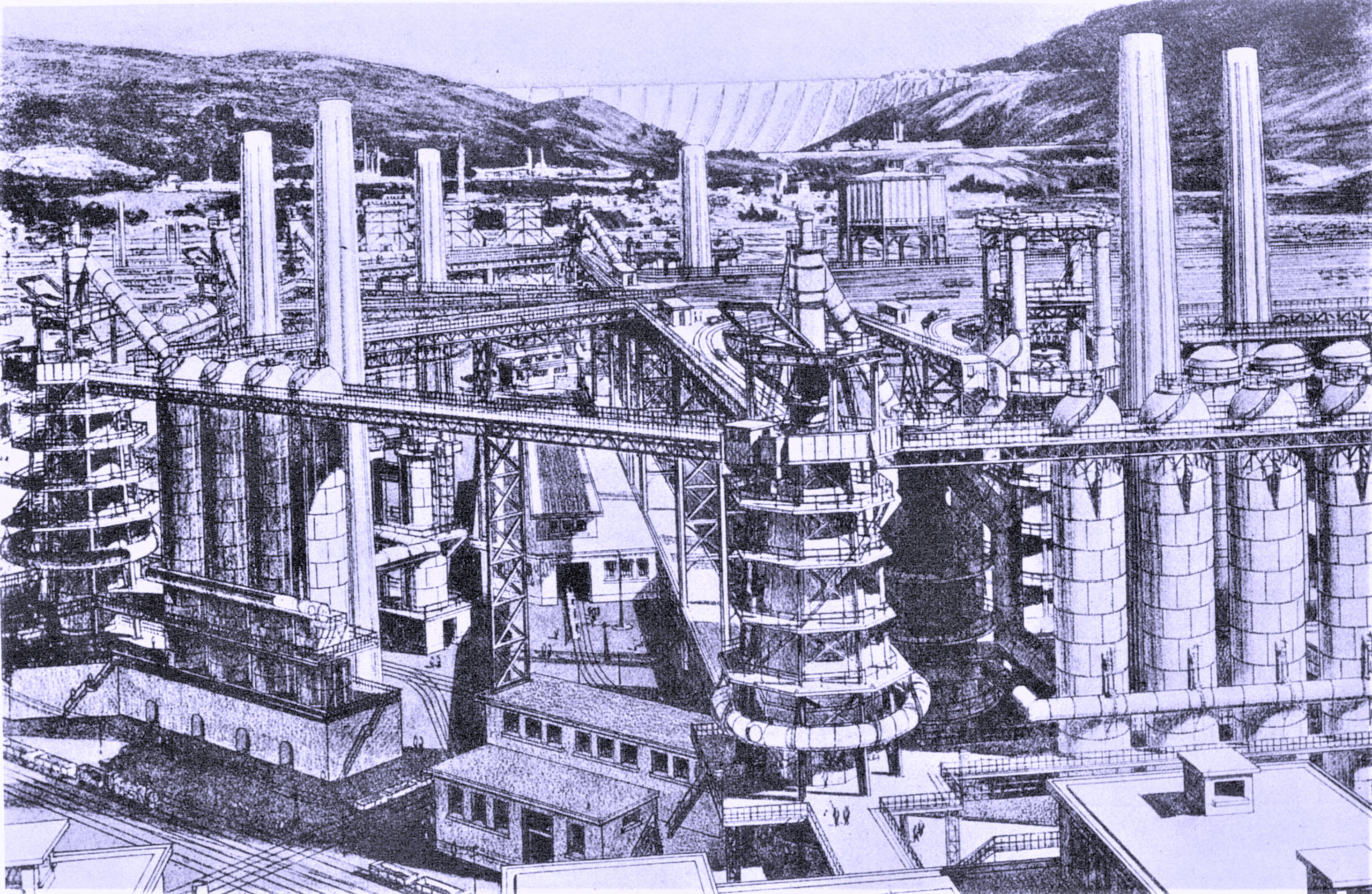
Tony Garnier, Une Cité industrielle, les hauts-fourneaux, 1901-1904

Une Cité industrielle est un projet architectural jamais concrétisé, mené par Tony Garnier lors de son séjour à la Villa Médicis du 29 décembre 1899 au 31 décembre 1903. Il a mené ce projet personnel en marge de son projet officiel « Tusculum » commandé par l'Académie de France à Rome. Il est admis que ce travail peaufiné presque vingt ans durant, publié en 1917 dans un recueil du même nom, a connoté l'ensemble de l'œuvre de Garnier.

## Histoire
Tony Garnier a peut-être commencé à concevoir sa Cité dans les années 1890, lorsqu'il était à l'école des Beaux-Arts de Paris. En 1901, il envoie la première version connue, qui porte le nom de Cité idéale, comme supplément au sujet imposé de sa première année à la Villa Médicis. L'Académie se tient à son règlement qui impose un thème historique et refuse de publier ce travail inédit dans son exposition. Elle autorise cependant les pensionnaires à traiter un sujet moderne dans le supplément envoyé la dernière année : Tony Garnier joint ainsi deux feuilles sur sa Cité industrielle en supplément de son envoi de 1904. Admise à l'exposition, cette version est la première publiée, ce qui la fait connaître au public. Ce travail n'a jamais été retrouvé, mais on connaît la publication qu'il en a faite en 1917 à compte d'éditeur, sous le titre Une Cité industrielle.
Conçu durant les quatre années de présence à Rome, il est difficile de connaître l'évolution précise du projet entre la première restitution faite pour le jury du prix de Rome et l'édition de 1917. Les dessins originaux n'existent plus, même si K. Pawlowski pense qu'il existe des reproductions photographiques dans les archives familiales. Si le concept général est clairement identique, des différences de détail existent. Malgré les études de A. Whittick et D. Wiebenson, Pawlowski estime toutefois qu'il ne sera pas possible de décrire précisément ces évolutions. Il indique que les réalisations de Garnier durant cette période ont pu faire murir ses idées, tels les abattoirs, le stade de Gerland ou les villas qu'il fait bâtir en 1909-1911. Il cite également six vues en perspective datées de cette période, ajoutées à l'édition de 1917 et conservées au Musée des beaux-arts de Lyon. De même, il n'est pas possible de savoir à quel point le texte de présentation de l'édition de 1917 est similaire à celui transmis au jury en 1904.
Concernant les évolutions du projet de Cité industrielle entre 1904 et 1917, Pawlowski conclut qu'elles sont faibles, et que l'essentiel du concept est présent dès le rendu du Prix de Rome. Il s'oppose ainsi à l'avis des auteurs du catalogue de l'exposition de 1990 du Centre Pompidou, qui estiment à contrario que le rendu du prix de Rome n'est qu'une ébauche et que Garnier a lourdement retouché son projet pour l'édition de 1917.

## Principes directeurs
Marqué par une origine croix-roussienne et populaire, Tony Garnier, adhérant aux idéaux socialistes, a la volonté de traduire dans l'espace urbain les rêves d'une société égalitaire et apaisée. Cette « Cité industrielle » de 35 000 habitants entièrement en béton armé et verre, est exposée en 164 plans précis jusque dans les moindres détails de construction. Cette étude sépare les fonctions urbaines et rejette les activités industrielles, polluantes et sources de nuisances au loin, et au fond des vallées. Néanmoins, l'industrie est le point de départ de toute la conception de la cité pour Garnier, pour qui le travail est le fondement de l'organisation sociale. Ainsi, il situe et développe la ville en fonction de ce qui est utile à l'industrie : « La raison déterminante de l'établissement d'une pareille cité peut être la proximité de matières premières à trouver ou l'existence d'une force naturelle susceptible d'être utilisée par le travail, ou encore la commodité des moyens de transports ».
Ce projet d'une « ville idéale » semble imaginé à partir de ce qu'est le sud-ouest de Lyon, entre Givors et Saint-Étienne. De l'avis même de Tony Garnier : « Notre cité est une imagination sans réalité ; disons cependant que les villes de Rive-de-Gier, Saint-Étienne, Saint-Chamond, Chasse, Givors, ont des besoins analogues à ceux de la ville imaginée par nous »,.

## Éditions et archives

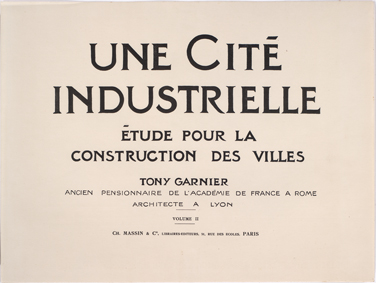
Page de titre de la "Cité industrielle" de Tony Garnier, 1917

La plupart des documents relatifs à ce projet sont conservés aux archives municipales et au Musée des Beaux-Arts de Lyon. Tony Garnier a fait éditer en 1917 une synthèse de son projet dans un recueil nommé Une Cité industrielle constitué de 164 plans, répartis ainsi :
- Plans d'ensemble (6 planches)
- Services publics (27 planches)
- Écoles (14 planches)
- Établissements sanitaires (11 planches)
- Station de la voie ferrée (6 planches)
- Habitations (84 planches)
- Installations et construction (8 planches)
- Établissements spéciaux (4 planches)
- Usine métallurgique (4 planches)

### Dessins et plans

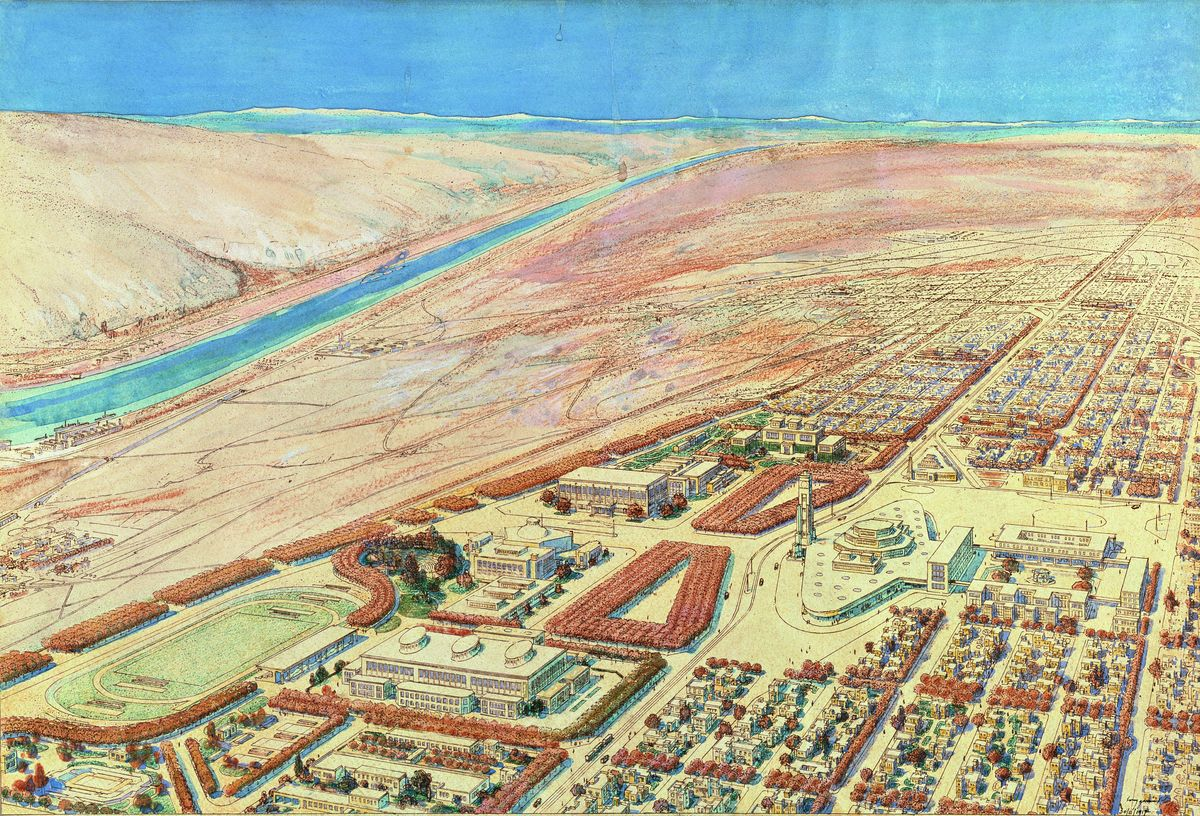
Vue du centre
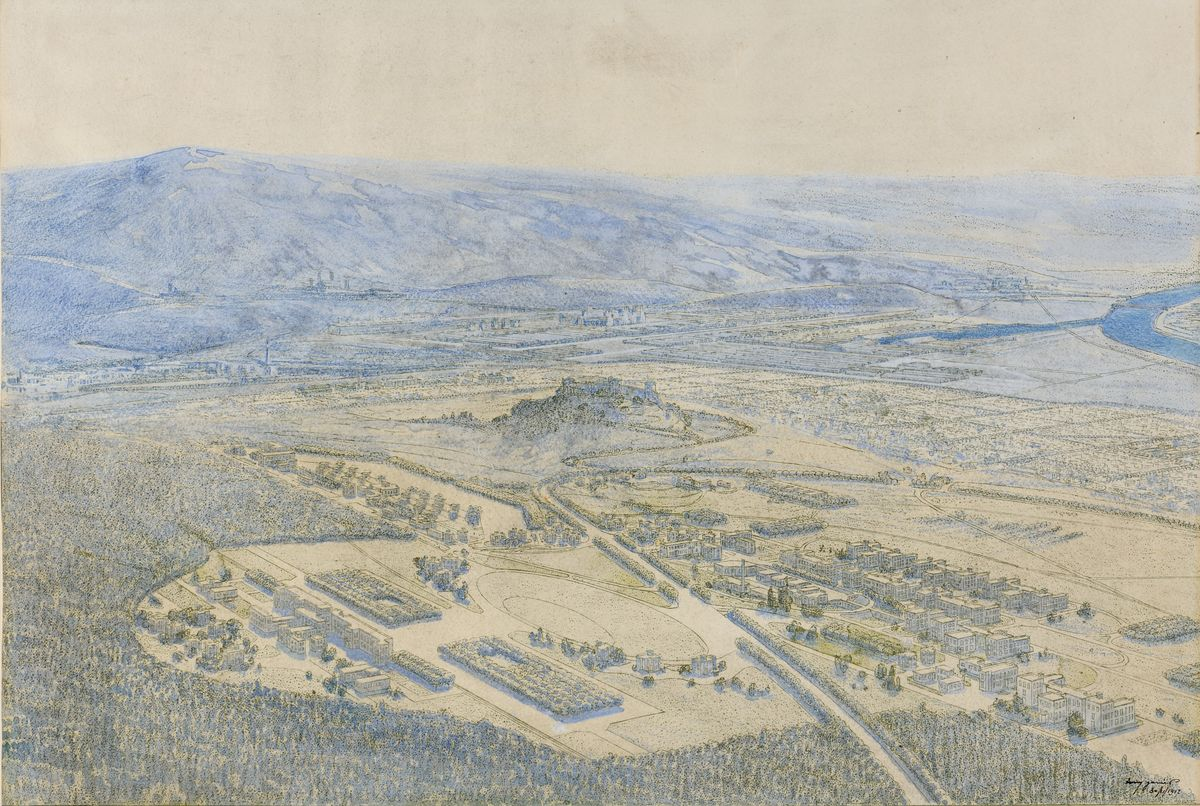
L'hôpital
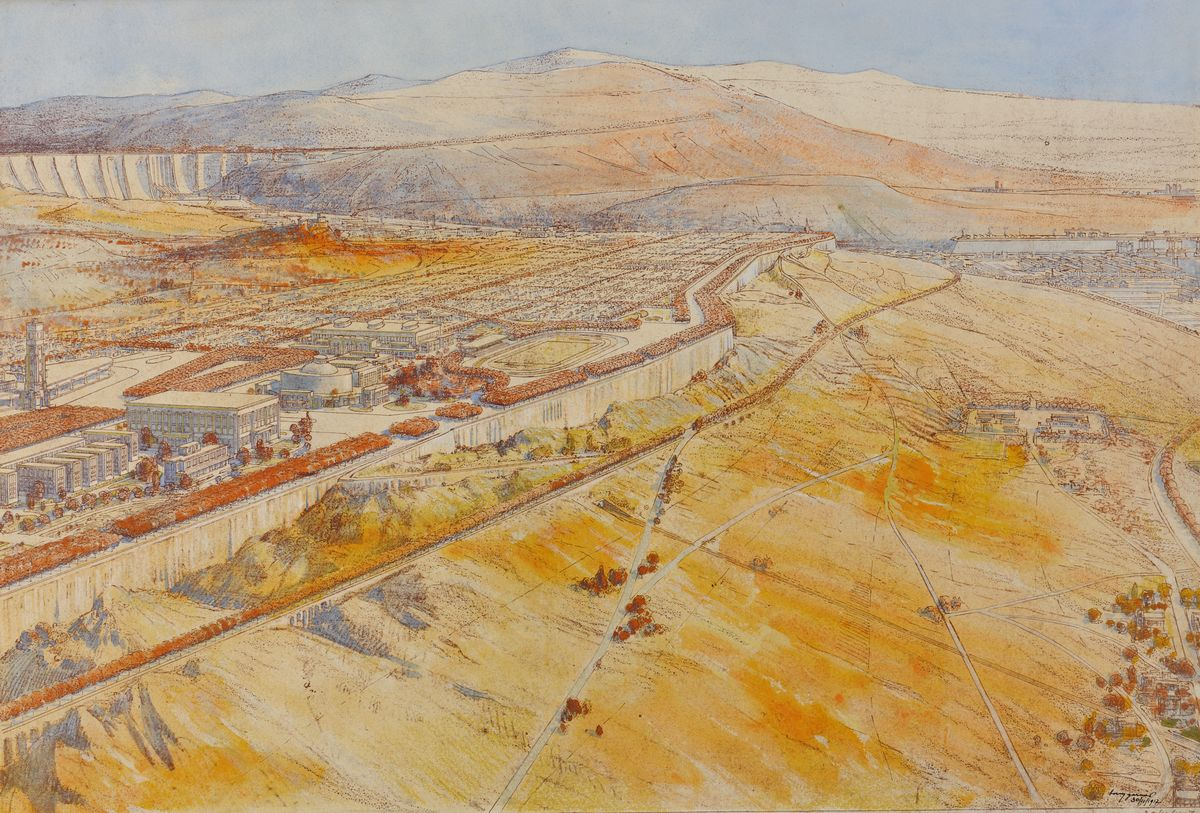
La terrasse sur la vallée
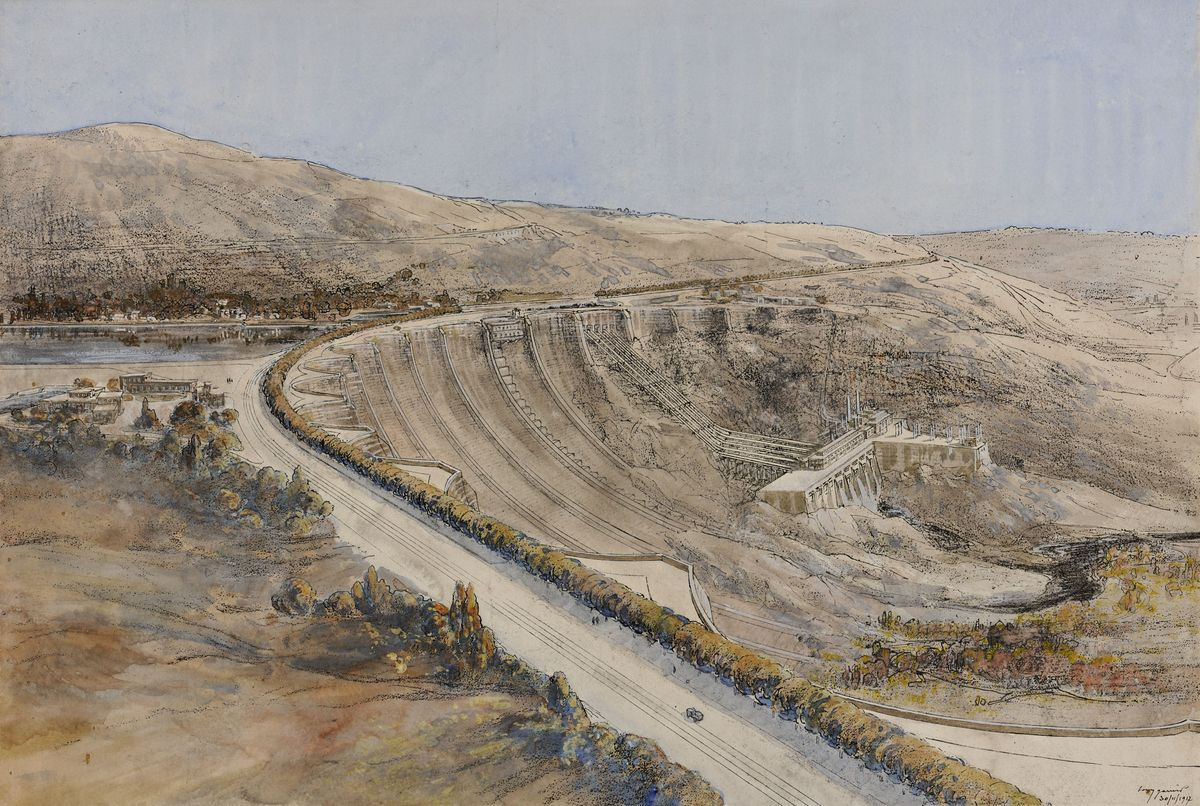
Le barrage
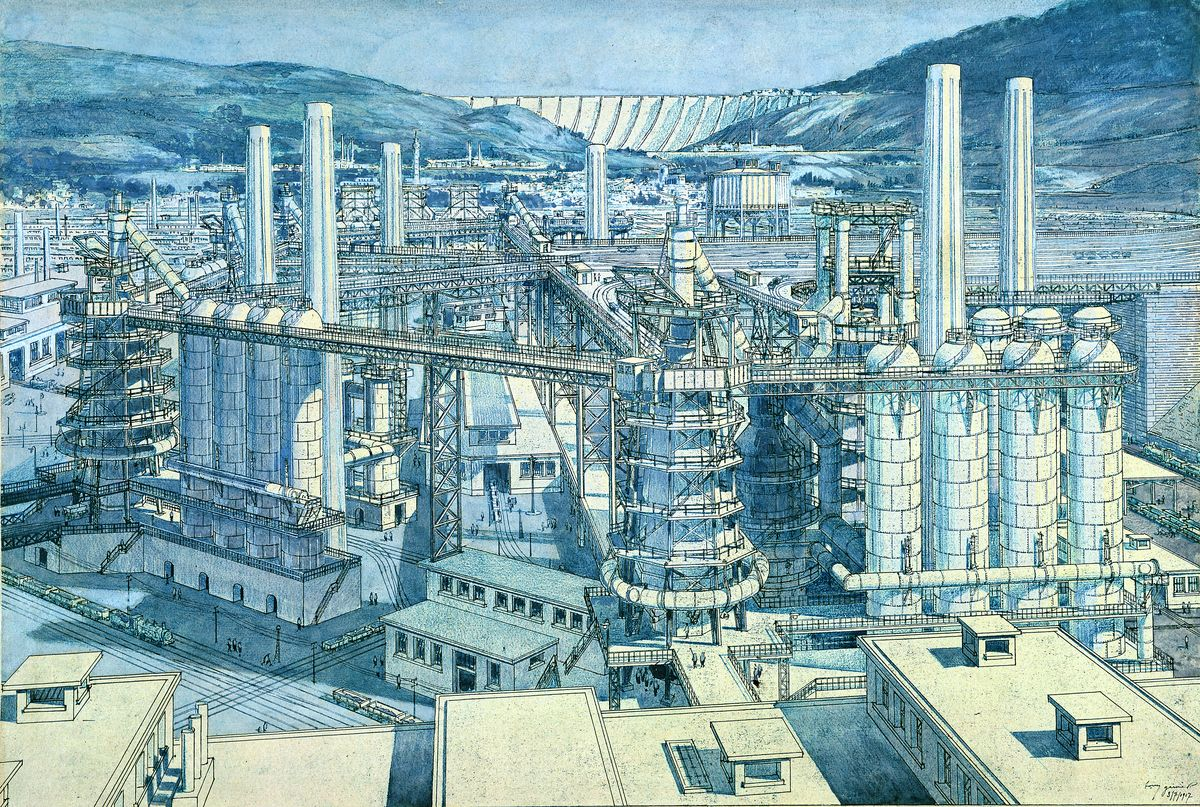
Les hauts fourneaux
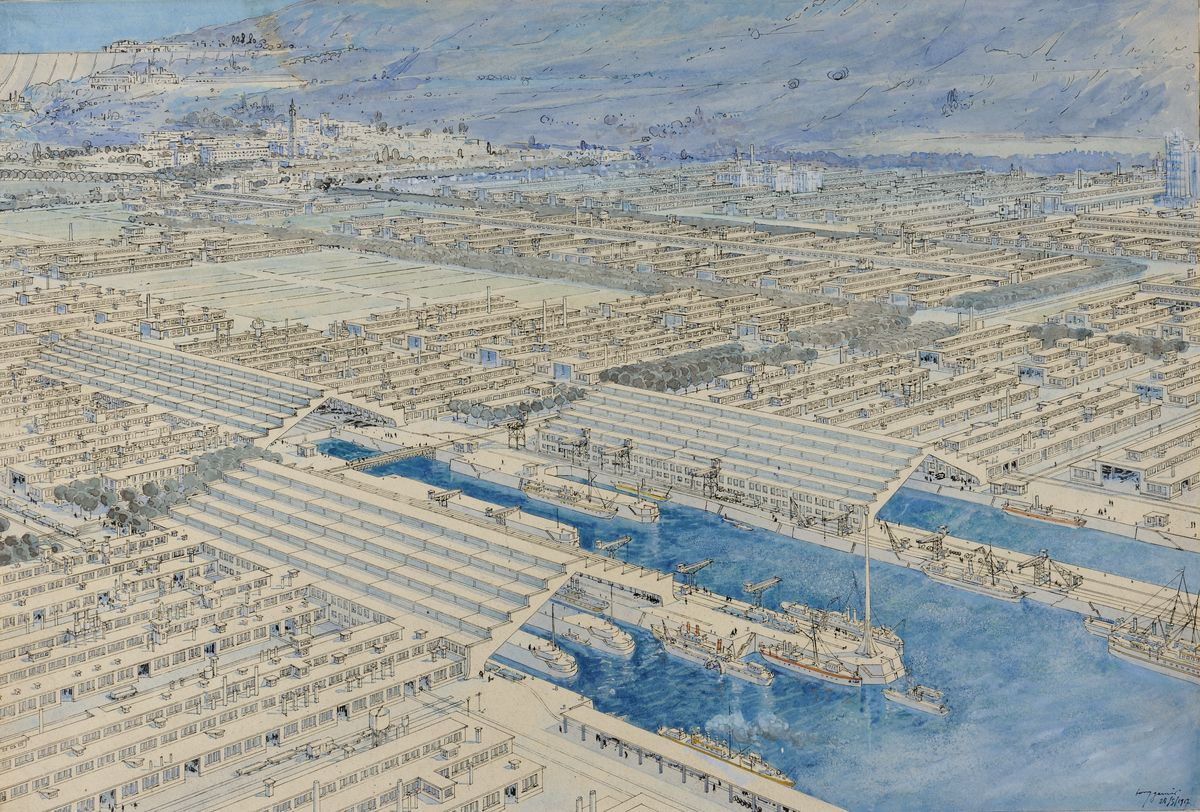
L'usine métallurgique

De nombreuses planches de la Cité industrielle sont visibles sur Wikimedia Commons

### Publications

#### Éditions originales de Tony Garnier
- Tony Garnier, Une Cité industrielle : Étude pour la construction des Villes, Paris, Auguste Vincent, libraire-éditeur, 1917-1918
- Tony Garnier, Une Cité industrielle : Étude pour la construction des Villes, Paris, Ch. Massin & Cie, libraire-éditeur, 1932

#### Reprises
- Tony Garnier (basé sur éditions 1917 et 1932), Une Cité industrielle : Étude pour la construction des villes, Paris, éd. P.Sers, 1988, 196 p. (ISBN 2904057285), 164 plans, précédés d'une étude de Henri Poupée.
Recension dans la Revue de l'art [Revue de l'Art, 1989, n°83. p. 114.]
- Tony Garnier (reprise plans originaux de 1917), Une Cité industrielle : Étude pour la construction des villes, Lyon, éditions Deux-cent-cinq, 2019, 288 p. (ISBN 978-2-919380-28-2), 164 plans, précédés d'une étude de François Chaslin et Thierry Paquot.

#### Filmographie
Un laboratoire du CNRS a conduit jusqu'en 2002 un projet de reconstitution virtuelle de la « Cité industrielle »,, sous la direction de Xavier Marsault.

## Influences
Les théories de l'urbanisme se développent à la fin du XIXe siècle en Angleterre (avec Ebenezer Howard) ou en Autriche (avec Camillo Sitte et Otto Wagner). Les ouvrages de Howard et de Sitte sont traduits en français en 1902 et ont pu servir de modèle à Tony Garnier. En France, ce thème se développe autour de 1900. L'École des Beaux-Arts a proposé des concours se plaçant à l'échelle d'une ville, tel celui de 1899 (étude d'une gare en fonction des dispositions d'ensemble d'une ville), ou le concours Chenavard de 1900 (projet de Léon Jaussely d'une place de la métropole d'un grand État démocratique). Tony Garnier a pu croiser d'autres urbanistes, comme Henri Prost (Prix de Rome en 1902), Jaussely (Prix de Rome en 1903), ou Ernest Hébrard (Prix de Rome en 1904). Le travail d'urbanisme rétrospectif que Tony Garnier a réalisé sur Tusculum était en quelque sorte à la mode à la Villa Médicis : Victor Laloux s'y livrait déjà en 1889, il a été suivi par Alphonse Defrasse (1895), Emmanuel Pontremoli (1900), Jean Hulot, Henri Prost ou encore Paul Bigot.
On retrouve dans ce travail des similarités avec celui de Walter Gropius : chaque fonction est associée à des bâtiments et réciproquement. L'espace est divisé entre habitations, lieux de travail, etc.
L'architecte urbaniste Le Corbusier attribue un caractère prémonitoire à l'ouvrage de Tony Garnier dans une lettre datée du 14 mai 1919, en écrivant :
« Cher Monsieur,
J’ai vu ce matin, pour la première fois, votre ouvrage la Cité Industrielle. Je tiens à vous en dire ma profonde admiration. Il s’agit d’un jalon délimitant nettement une période passée et ouvrant tous les espoirs possibles. Vous êtes le premier qui avez consacré le béton armé. Jusqu’ici on avait admis ce matériau comme l’enfant pauvre. Avec votre livre vous en faites le seul matériau possible de notre époque. Votre ouvrage se classe hors de tous les autres semblables par son envergure et par le problème total qu’il s’est posé. Jusqu’ici les efforts ont été partiels et analytiques: vous avez fait de la synthèse et ce qu’il y a de si beau dans ce que vous avez fait, c’est que vous avez exprimé le premier le véritable esprit de notre époque. Vous êtes le premier qui ait réalisé l’entente de l’art avec notre magnifique époque. Votre livre...fait sensation, mais je crains bien qu’il fasse sensation dans le mauvais sens du terme. Pourtant, dans dix ans, c’est lui qui sera la base de toute la production et il aura été le premier signe de ralliement. Lors de mon passage chez vous, en 1915, j’avais déjà pris contact avec la grandeur de votre travail.... Je souhaite que votre livre devienne bientôt réalité. Vous avez réconforté, par votre travail, ceux qui commençaient réellement à douter de la possibilité de réaliser un jour... »
À noter que quelques créations ultérieures de Tony Garnier sont issues de ce projet : c'est le cas de la Villa de madame Garnier ou encore la Villa de Mlle Bachelard, toutes deux situées à Lyon, quartier de Saint-Rambert-l'Île-Barbe.